# Franco Benedetti
Franco Benedetti (ur. 30 października 1932 w Faenzy, zm. 11 listopada 2009 tamże) – włoski zapaśnik, uczestnik Igrzysk Olimpijskich w 1952 - 5. miejsce oraz 1960 roku - 12. miejsce.
Brązowy medalista mistrzostw świata w 1953 roku.

## Letnie Igrzyska Olimpijskie 1952
| Konkurencja             | Runda grupowa           | Runda grupowa       | Runda grupowa          | Runda grupowa             | Runda grupowa                  | Finał                          | Klas. końcowa |
| Konkurencja             | Przeciwnik I            | Przeciwnik II       | Przeciwnik III         | Przeciwnik IV             | Przeciwnik V                   | Finał                          | Miejsce       |
| ----------------------- | ----------------------- | ------------------- | ---------------------- | ------------------------- | ------------------------------ | ------------------------------ | ------------- |
| styl klasyczny do 67 kg | Arístides Pérez (GTM) W | Dumitru Cuc (ROU) L | André Verdaine (FRA) W | Mikuláš Athanasov (CSK) L | → Odpadł z dalszej rywalizacji | → Odpadł z dalszej rywalizacji | 5.            |

## Letnie Igrzyska Olimpijskie 1960
| Konkurencja             | Runda grupowa        | Runda grupowa            | Runda grupowa        | Runda grupowa                  | Runda grupowa                  | Runda grupowa                  | Finał                          | Klas. końcowa |
| Konkurencja             | Przeciwnik I         | Przeciwnik II            | Przeciwnik III       | Przeciwnik IV                  | Przeciwnik V                   | Przeciwnik VI                  | Finał                          | Miejsce       |
| ----------------------- | -------------------- | ------------------------ | -------------------- | ------------------------------ | ------------------------------ | ------------------------------ | ------------------------------ | ------------- |
| styl klasyczny do 67 kg | Robert Clark (AUS) W | René Schiermeyer (FRA) L | Matti Laakso (FIN) L | → Odpadł z dalszej rywalizacji | → Odpadł z dalszej rywalizacji | → Odpadł z dalszej rywalizacji | → Odpadł z dalszej rywalizacji | 12.           |